# Dragalina (Călărași)
Dragalina is een gemeente in het Roemeense district Călărași en ligt in de regio Muntenië in het zuidoosten van Roemenië. De gemeente telt 8760 inwoners (2002). De nieuwe snelweg Autostrada Soarelui van Boekarest naar Constanța loopt door Dragalina. De spoorweg van Dragalina heet Ciulnița.

## Geografie
Dragalina is een grote gemeente die in het noorden van Călărași ligt. Dragalina bevindt zich midden in de Bărăganvlakte, de grootste vlakte van Roemenië. De gemeente grenst aan het district Ialomița. De volgende dorp(en) liggen in de gemeente Dragalina: Constantin Brâncoveanu en Drajna.
De gemeente heeft een oppervlakte van 172,69 km².

## Demografie
In 2002 had de gemeente 8760 inwoners. Volgens berekeningen van World Gazetteer telt Dragalina in 2007 8560 inwoners. De beroepsbevolking is 3124. Er bevinden zich 2798 huizen in de gemeente.

## Politiek
De burgemeester van Dragalina is Marian Varză. Zijn viceburgemeester is Florian Budu, secretaris is Corneliu Andrenoiu.

## Onderwijs
Er zijn vier kinderdagverblijven, drie basisscholen en een middelbare school in de gemeente.

## Toerisme
Toeristische attractie is het commerciële centrum nabij Drajna, waar de Autostrada Soarelui en DN21 elkaar kruisen.
Alexandru Odobescu · Belciugatele · Borcea · Căscioarele · Chirnogi · Chiselet · Ciocănești · Curcani · Cuza Vodă · Dichiseni · Dor Mărunt · Dorobanțu · Dragalina · Dragoș Vodă · Frăsinet · Frumușani · Fundeni · Grădiştea · Gurbănești · Ileana · Independenţa · Jegălia · Lehliu · Luica · Lupșanu · Mânăstirea · Mitreni · Modelu · Nana · Nicolae Bălcescu · Perișoru · Plătărești · Radovanu · Roseți · Sărulești · Sohatu · Șoldanu · Spanțov · Ștefan cel Mare · Ștefan Vodă · Tămădău Mare · Ulmeni · Ulmu · Unirea · Vâlcelele · Valea Argovei · Vasilați · Vlad Țepeș